# Буряк, Даниил Алексеевич
Даниил Алексеевич Буряк (укр. Данило Олексійович Буряк, позывной — Голливуд; 16 февраля 1994, Мелитополь — 24 июля 2023, Андреевка) — украинский военнослужащий, старший солдат, участник российско-украинской войны. Герой Украины (2024, посмертно).

## Биография
Родился 16 февраля 1994 года в Мелитополе. После ранней смерти родителей воспитывался бабушкой и тётей. Окончил местную школу № 9 и Мелитопольское высшее профессиональное училище, получив специальность токаря. В 2013 году поступил на природно-географический факультет Мелитопольского государственного педагогического университета имени Богдана Хмельницкого, но не завершил обучение. Активно занимался спортом, был призёром чемпионата Украины по кикбоксингу. Благодаря увлечению кинематографом получил позывной «Голливуд».
В 2013 году начал срочную службу в армии. С началом российско-украинской войны в 2014 году подписал контракт и служил в подразделении связи 28-й отдельной механизированной бригады имени Рыцарей Зимнего Похода, участвовал в боях под Марьинкой. После завершения контракта в 2018 году уволился и переехал в Киев, где работал на гражданской работе.
С началом полномасштабного вторжения России в Украину в 2022 году вступил в 3-ю отдельную штурмовую бригаду. Участвовал в обороне Киевской области, включая бои за Мощун, а также в боях на Донбассе, в том числе в битве за Бахмут. Принимал участие в секретной операции Главного управления разведки по усилению гарнизона заблокированного Мариуполя.
Погиб 24 июля 2023 года в районе села Андреевка Бахмутского района Донецкой области от огнестрельного ранения в голову. Похоронен 31 июля 2023 года на Лукьяновском кладбище в Киеве.

## Награды
- Звание «Герой Украины» с удостоением ордена «Золотая Звезда» (5 декабря 2024, посмертно) — за личное мужество и героизм, проявленные в защите государственного суверенитета и территориальной целостности Украины, верность военной присяге[2].